# Sukót-benót
Sukót-benót je označení babylonského kultovního předmětu nebo místa, který vyrobili podle Bible Babyloňané při svém přesídlení do Samaří roku 722 př. Kr. Pokud by se jednalo o místní označení, mohlo by se jednat o místo uctívání obrazů bohyň, například bohyně Ištar.
S tímto termínem se setkáváme ve 2. knize Královské 17:30.